# Djidji Ayokwe
Djidji Ayokwe ou Djidji Ayôkwé qui veut dire « Panthère-lion » est un tambour mythique des Ebrié (Bidjan ?), peuples de la Côte d'Ivoire. Il a été confisqué par les colons français en 1916 et gardé au musée du Quai-Branly à Paris. Il émet des sons variés utilisés pour transmettre des messages entre localités, villages près d'Abidjan. Il a été un outil de communication très utile à la résistance contre les colons.

## Histoire

### La légende du tambour
L'instrument est destiné à transmettre des indications ou des ordres à caractères politiques ou économiques. Selon la tradition orale des Tchaman du Goto Bidjan, en 1916, l'administrateur des colonies Simon reçoit l'ordre du gouvernement général de « pacifier » le pays qui - à maintes reprises - résiste aux autorités françaises d'occupation.
Il organise des expéditions punitives contre les villages « rebelles ». À chaque opération, les troupes coloniales et ses milices locales découvrent que les Bidjan sont informés des opérations et unis pour défendre le village attaqué.
Le rôle du tambour Djidji Ayokwe dans la résistance des Tchaman est plus tard découvert.
Simon organise en 1916 une expédition punitive contre Adjamé, lieu où est entreposé le Djidji Ayokwe. Avertis, les Tchaman défendent leur bien. Cependant, mieux armés, recevant du renfort du camp des gardes d'Abidjan, les militaires de Simon enlèvent le tambour et coupent ainsi la communication des peuples résistants. Il réalise par la suite la « pacification » des villages soumis. Par la suite, les clans (Mando) se soumettent à l'autorité d'occupation.

### Expropriation
Il fait partie des objets qui devraient être restitués à la suite du rapport Savoy-Sarr,,,. La Côte d'Ivoire avait demandé la restitution de 148 objets,,,,,,. Le 18 novembre 2024, la ministre française de la Culture, Rachida Dati, et la ministre de la Culture ivoirienne Françoise Remarck, signent toutes deux une convention de dépôt du retour de objet, au musée des civilisations de Côte d'Ivoire, à Abidjan. Le 28 avril 2025, les sénateurs français se prononcent sur une proposition de loi devant permettre le retour en Côte d’Ivoire de l'objet. Le projet de loi est adopté à l'unanimité en première lecture, au Sénat. La XVIIe législature se saisit ensuite du projet de loi. Le 7 juillet 2025, l’Assemblée nationale adopte à l'unanimité une loi portant sur la déclassification du tambour parleur « Djidji Ayokwe » des collections publiques françaises, dans le but de le restituer à la Côte d’Ivoire.

## Description et caractéristiques
Le Djidji Ayôkwé est un tambour sculpté en bois, en pièce unique de 3,31 mètres de long pesant 430 kilogrammes.
Il a une fente longitudinale située sur la caisse de résonance cylindrique monoxyle, prolongée, de part et d'autre, par deux planches de longueur inégale ; l'une sert d'appui à une sculpture représentant un léopard s'élançant vers le bord de la caisse de résonance. Des visages sont sculptés en bas relief sur les extrémités du tambour. Le fond et la caisse est divisé en deux sections d'épaisseurs différentes. Les parois du corps de l'instrument sont ornées de motifs géométriques peints.
Le chiffre 4 revient à plusieurs reprises dans la sculpture. Ce chiffre renvoie aux quatre villages bidjan, notamment Bidjanté (actuel Attécoubé), Bidjandjèmin (actuel Adjamé), Cocody-village et Bidjan-Santé, qui forment la commune d'Abidjan.